# Pete Postlethwaite
Pete Postlethwaite, OBE, (Warrington, Lancashire, 7 de febrer de 1946 - Shrewsbury, Shropshire, 2 de gener de 2011) va ser un actor de teatre, cinema i televisió anglès, conegut pels seus papers a les pel·lícules In The Name Of The Father (que li va valer una nominació a l'Oscar al millor actor secundari), Sospitosos habituals, Alien 3, El món perdut: Jurassic Park, Romeo + Juliet, Amistad, The Shipping News, The Constant Gardener o Inception, una de les seves últimes interpretacions.
Des de 2003 estava casat amb Jacqueline Morrish, una antiga productora de la BBC, i amb qui tenia dos fills: William John (nascut el 1989) i Lily Kathleen (nascuda el 1996).
Postlethwaite, fumador des dels deu anys, va morir el 2 de gener de 2011 al Royal Shrewsbury Hospital a causa d'un càncer. Ja li havien detectat un càncer de testicle l'any 1990, que li va ser operat.
L'actor va ser un activista polític, mediambiental i pacifista.

## Biografia
Va néixer a Warrington, Cheshire (Anglaterra), sent el quart fill de Mary (Geraldine de soltera) i William Postlethwaite. Es va formar en el St. Mary's University College, a Londres, i durant un temps va pensar a fer-se sacerdot. Finalment es va dedicar a l'educació, abans de llançar-se als escenaris en la Bristol Old Vic Theatre School.
Postlethwaite va començar la seva carrera en l'Everyman Theatre, al costat de Bill Nighy, Jonathan Pryce, Sher Antonio i Julie Walters, amb qui va mantenir un idil·li durant la segona meitat de la dècada de 1970.
Va treballar habitualment com a actor teatral, destacant el seu paper protagonista en l'obra Scaramouche Jones. Va treballar amb la companyia britànica Royal Shakespeare Company i en obres com El somni d'una nit d'estiu o Every Man and His Humour.
Es va donar a conèixer internacionalment el 1993 en interpretar a Giuseppe Conlon en la pel·lícula En el nom del pare, de Jim Sheridan. Per aquest treball va ser candidat a un Oscar al millor actor secundari en la 66ª edició dels premis. La pel·lícula, nominada també a l'Oscar a la millor pel·lícula, està basada en els casos dels Quatre de Guildford i els Set de Maguire.
El director de cinema de Hollywood, Steven Spielberg, el va descriure com el millor actor del món després d'haver treballat amb ell a El món perdut: Jurassic Park i Amistad, ambdues el 1997. També va participar en cintes com Sospitosos habituals (1995) i Romeo + Juliet (1996).
Entre les seves últimes pel·lícules destaquen Solomon Kane (2009), Inception (2010), The town: Ciutat de lladres (2010) o Lluita de titans (2010), remake de la pel·lícula de 1981 del mateix títol.
El 2004 va ser nomenat oficial de l'Orde de l'Imperi Britànic, i el 2006 va ser nomenat Doctor honoris causa de la Universitat de Liverpool.
El 2008 va protagonitzar la pel·lícula, en clau de documental, The Age of Stupid. Tracta sobre l'escalfament global antropogènic a través d'un drama amb elements documentals i alguns dibuixos animats. Postlethwaite va fer el paper d'un ancià que habita el món arruïnat de l'any 2055. Observa els reportatges del dany causat per les nostres accions i es planteja la pregunta: «per què no haver fet res per evitar-ho?».

### Vida personal
Va viure a Shropshire, amb la seva esposa Jacqueline Morrish, exproductora de la BBC, amb qui es va casar el 2003, a Chichester, Sussex. Van tenir dos fills: William John (n. 1989) i Lily Kathleen (n. 1996).
El 1990 li van diagnosticar càncer testicular, que li va ocasionar la pèrdua d'un testicle.
Va morir el 2 de gener de 2011 a Shrewsbury, Shropshire (Anglaterra), després d'una lluita de dues dècades contra un càncer de pàncrees.

## Filmografia
| Any  | Pel·lícula                                         | Personatge                           | Notes                                       |
| ---- | -------------------------------------------------- | ------------------------------------ | ------------------------------------------- |
| 1977 | The Duellists                                      | home que afaita el General Treillard |                                             |
| 1983 | Fords on Water                                     | cap de Winston                       |                                             |
| 1984 | Funció privada (A Private Function)                | Douglas J. Nuttol                    |                                             |
| 1988 | The Dressmaker                                     | Jack                                 |                                             |
| 1988 | Number 27                                          | Becket                               |                                             |
| 1988 | Conspiració per a un assassinat (To Kill a Priest) | Josef                                |                                             |
| 1988 | Distant Voices, Still Lives                        | pare                                 |                                             |
| 1990 | Hamlet, l'honor de la venjança (Hamlet)            | actor que fa de rei                  |                                             |
| 1990 | L'illa del tresor (Treasure Island)                | George Merry                         |                                             |
| 1992 | Split Second                                       | Paulsen                              |                                             |
| 1992 | Alien 3                                            | David                                |                                             |
| 1992 | Waterland                                          | Henry Crick                          |                                             |
| 1992 | The Last of the Mohicans                           | Capità Beams                         |                                             |
| 1993 | Anchoress                                          | William Carpenter                    |                                             |
| 1993 | In the Name of the Father                          | Giuseppe Conlon                      | Nominació − Oscar al millor actor secundari |
| 1994 | Suite 16                                           | Glover                               |                                             |
| 1995 | Sospitosos habituals (The Usual Suspects)          | Mr. Kobayashi                        |                                             |
| 1996 | Camí cap a la glòria (When Saturday Comes)         | Ken Jackson                          |                                             |
| 1996 | James and the Giant Peach                          | home gran                            |                                             |
| 1996 | Dragonheart                                        | Germà Gilbert de Glockenspur         |                                             |
| 1996 | Crimetime                                          | Sidney                               |                                             |
| 1996 | Romeo + Juliet                                     | Pare Lawrence                        |                                             |
| 1996 | Tocant el vent (Brassed Off)                       | Danny                                |                                             |
| 1997 | The Serpent's Kiss                                 | Thomas Smithers                      |                                             |
| 1997 | El món perdut: Jurassic Park                       | Roland Tembo                         |                                             |
| 1997 | Bandyta                                            | Sincai                               |                                             |
| 1997 | Amistad                                            | William S. Holabird                  |                                             |
| 1998 | Among Giants                                       | Ray                                  |                                             |
| 1999 | The Divine Ryans                                   | Oncle Reg Ryan                       |                                             |
| 1999 | Wayward Son                                        | Ben Alexander                        |                                             |
| 2000 | When the Sky Falls                                 | Martin Shaughnessy                   |                                             |
| 2000 | Rat                                                | Hubert Flynn                         |                                             |
| 2001 | Cowboy Up                                          | Reid Braxton                         |                                             |
| 2001 | The Shipping News                                  | Tert Card                            |                                             |
| 2002 | Triggermen                                         | Ben Cutler                           |                                             |
| 2002 | Between Strangers                                  | John                                 |                                             |
| 2004 | The Limit                                          | Gale                                 |                                             |
| 2004 | Strange Bedfellows                                 | Russell McKenzie                     |                                             |
| 2005 | Red Mercury                                        | Gold Commander                       |                                             |
| 2005 | Dark Water                                         | Veeck                                |                                             |
| 2005 | The Constant Gardener                              | Dr. Lorbeer/ Dr. Brandt              |                                             |
| 2005 | Æon Flux                                           | Keeper                               |                                             |
| 2006 | Valley of the Heart's Delight                      | Albion Munson                        |                                             |
| 2006 | The Omen                                           | Pare Brennan                         |                                             |
| 2007 | Ghost Son                                          | Doc                                  |                                             |
| 2007 | Closing the Ring                                   | Quinlan                              |                                             |
| 2009 | The Age of Stupid (documental)                     | L'arxivista                          |                                             |
| 2009 | Solomon Kane                                       | William Crowthorn                    |                                             |
| 2010 | Lluita de titans (Clash of the Titans)             | Spyros                               |                                             |
| 2010 | Inception                                          | Maurice Fischer                      |                                             |
| 2010 | The town: Ciutat de lladres                        | Fergus 'Fergie' Colm                 | Nominació − BAFTA al millor actor secundari |
| 2011 | Killing Bono                                       | Karl                                 |                                             |